# Constantin Niculescu-Rizea
Constantin Niculescu-Rizea a fost un amiral român, care a deținut funcția de comandant al Marinei Militare Române (1920-1925). 

## Biografie
După absolvirea școlii de ofițeri de marină, Constantin Niculescu-Rizea a comandat mai multe nave militare ale Flotei Române și anume: torpilorul "Năluca" (1896-1897), nava "România" (1897), crucișătorul "Elisabeta" (1897-1898 și 1900). De asemenea, pentru o scurtă perioadă, a deținut și funcția de comandant al Școlii de Marină de la Constanța (1899-1901). Revine apoi la comanda navală operativă, fiind comandant al torpilorului "Sborul", al puitorului de mine "Alexandru cel Bun" și apoi al Grupului de canoniere. 
În anul 1906 este numit în funcția de comandant superior al vaselor submarine. A fost primul ofițer aflat la comanda navei fluviale militare românești "Mihail Kogălniceanu" (1908-1909), apoi în anul 1912 este numit în funcția de comandant superior al vaselor din regiunea Galați-Tulcea-Sulina. 
În perioada primului război mondial, comandorul Niculescu Rizea a comandat una din cele două mari unități de luptă, Apărările sub Apă, fiind și comandant al Garnizoanei militare Galați. În această calitate, el răspundea și de organizarea și apărarea Dunării, având și două trenuri sanitare nr. 2 și nr. 29. Comandorul Rizea a primit la data de 20 ianuarie 1918, ordinul de a apăra orașul Galați, care era confruntat cu retragerea armatelor ruse sub influența Revoluției bolșevice din Rusia, acestea amenințând cu represiuni asupra orașului. El a plasat 8 tunuri pe dealul Țiglinei și două companii și jumătate din Regimentul 21 Infanterie, concomitent cu câteva detașamente desfășurate în nord-vestul orașului spre Filești, și în est spre Reni. 
Rușii au bombardat orașul Galați între orele 3.00 și 19.00 cu nouă baterii de artilerie, bateriile Marinei Române ripostând. S-au dat lupte grele la Filești, Șendreni și pe dealul Țiglinei. Atacul rușilor a fost respins, aceștia fiind împiedicați să atace depozitul de arme al Diviziei 10 din str. Daciană, unde se găseau 23 de mitraliere grele pe afet. Pentru aceste fapte, căpitanul comandor Niculescu Rizea, șeful Garnizoanei Galați, a fost decorat de către Armata Țaristă cu ordinul „Sf. Stanislas ” cu spade în gradul de comandor. 
La data de 3 noiembrie 1920, contraamiralul Constantin Niculescu-Rizea a fost numit în funcția de comandant al Direcției Marinei și director superior în Ministerul de Război. A deținut această funcție până la 30 octombrie 1925, când a predat comanda Marinei, contraamiralului Vasile Scodrea.